# Чавков, Митко
Митко Чавков (макед. Митко Чавков: 24 января 1963) — северомакедонский государственный деятель, Министр внутренних дел Македонии в 2015 году после изменения кабмина Республики Македонии.

## Биография
В 1986 году окончил университет в Скопье. С 2002 по 2010 год он освоил несколько учебных курсов в США и Венгрии, прошел стажировки в Академии судей и прокуроров Республики Македония, ОБСЕ, Интерполе, Евроюсте и Европоле. В 2011 года стал магистром по специальности «Криминальная разведка в борьбе с организованной преступностью».